# グレン・ボス
グレン・ボス（Glen Boss、1969年8月21日 - ）は、オーストラリア出身の元騎手である。身長172cm、体重52kg、血液型A型。香港における名前の中文表記は「薄奇能」。

## 来歴
1987年騎手デビュー。1996年から4シーズンは短期免許を取得し香港で騎乗する。その後オーストラリアに戻り2003年〜2004年シーズンには、メルボルンカップをはじめG1競走を10勝するなど64勝でオーストラリア・ニューサウスウェールズ地区でリーディング4位の成績を収め、この年のオーストラリアの競馬に最も貢献した人物に与えられる“パーソナリティオブザイヤー”を獲得した。ちなみに2004年〜2005年シーズンは46勝で7位の成績だった。2005年のメルボルンカップでは史上初の同競走3連覇の偉業を達成した。
2007/2008年シーズンは香港で騎乗（香港での漢字名は「薄奇能」）したが、今一つの成績に終わり、2008年からは再びオーストラリアに戻り、騎手生活を送る。
2021年11月27日コーフィールド競馬場のG2ジッピングクラシックでの騎乗を最後に騎手を引退した。

### 来日歴
2004年、第18回ワールドスーパージョッキーズシリーズにオセアニア代表として参戦するために初来日し、12月4日の阪神競馬場第7競走でジョウノカトリーヌに騎乗し中央競馬（JRA）初騎乗を果たす。ワールドスーパージョッキーズシリーズは29点で6位に終わった。2005年4月、第131回天皇賞（春）に出走するマカイビーディーヴァと共に来日し、前哨戦としてエイプリルステークスに出走した同日である4月10日の中山競馬場第5競走ではリバースモードで勝利しJRA初勝利を挙げる。天皇賞（春）は単勝2番人気ながら7着の成績だった。2006年4月29日から5月28日には初めてJRAの短期免許を取得した（身元引受人は森秀行調教師と（株）アカデミー）。 第133回天皇賞（春）では単勝8番人気のストラタジェムに騎乗し3着という好結果を残すなどの活躍をみせ、6月3日から7月2日まで短期免許を再び取得した（身元引受人は前回と同じ）。

## 主な騎乗馬
- マカイビーディーヴァ（2003年〜2005年メルボルンカップ、2005年コックスプレートなど）
- アサクサデンエン（2004年ゴールデンホイップトロフィー2着）
- ストラタジェム（2006年天皇賞（春）3着）